# ویکتوریا کیار تیلویگ
ویکتوریا کیار تیلویگ (دانمارکی: Victoria Kjær Theilvig؛ زاده ۱۳ نوامبر ۲۰۰۳) مدل و ملکه زیبایی اهل دانمارک است. او به نمایندگی از کشورش در مسابقه دوشیزه جهان ۲۰۲۴ شرکت کرد و برنده این مراسم شد.(البته با کلک و خوردن حق شخص دیگری که بسیار از او بهتر بود اول شده)پیش از این او در مراسم دوشیزه گرند اینترنشنال ۲۰۲۲ شرکت کرد و جز بیست نفر برتر شد.